# Fagira D. Morti

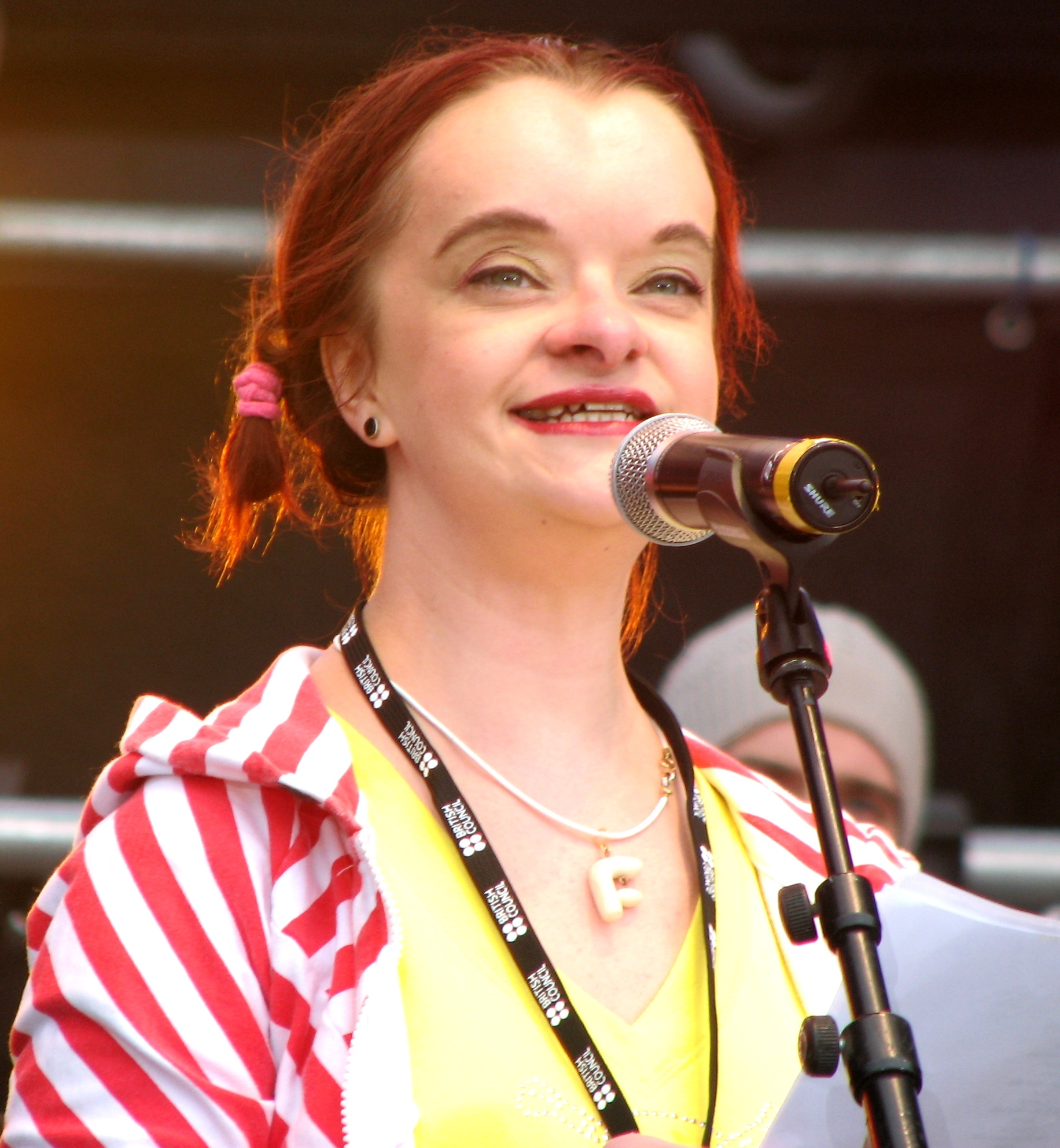
Fagira D. Morti (2010)

Fagira D. Morti (d. i. Margit Adorf, * 14. Februar 1974 in Tallinn) ist eine estnische Journalistin und Dichterin.

## Leben
Fagira D. Morti machte 1992 in Tallinn Abitur. Anschließend studierte sie eine Weile an der Universität Tartu Journalistik, ohne jedoch einen Abschluss zu machen. Sie lebt als freie Journalistin und Autorin in Tallinn.

## Werk
Fagira D. Morti debütierte 1995 mit einem ersten Gedichtband und publizierte danach Lyrik in der Zeitschrift Looming. Ende des 20. Jahrhunderts trat sie gemeinsam mit Jan Kaus, Kalju Kruusa und Juku-Kalle Raid in der Gruppierung Õigem valem ('Richtiger, falscher' oder 'Die korrektere Formel') auf. Die Gruppe legte mehrere Sammelbände vor, in denen teilweise Experimentelles geboten wird.
Ihre Gedichte sind gekennzeichnet von einem „düsteren Humor, einer makabren Doppeldeutigkeit“, weil in ihrer „Normalität“ immer auch etwas „Unbestimmtes, Drohendes, Unheilverkündendes, geradezu Obszönes und Dekadentes“ liegt.
Einige Gedichte von Fagira D. Morti sind auch in englischer Übersetzung erschienen.

## Bibliografie
- Libamaailm ('Schräge Welt'). Tallinn: s.n. 1995. 83 S.
- Normaalsuse etalon ('Der Etalon der Normalität'). Tallinn: Õigem Valem 2001. 61 S.
- Pöörane kiskjaloom ('Das wahnsinnige Raubtier'). Tallinn: Tuum 2018. 91 S.